# Pręczki (gmina)
Pręczki – dawna gmina wiejska istniejąca w latach 1867–1940 i 1944–1954, m.in. w woj. warszawskim, pomorskim i bydgoskim (dzisiejsze woj. kujawsko-pomorskie). Siedzibą gminy były Pręczki.
W okresie międzywojennym gmina Pręczki należała do powiatu rypińskiego w woj. warszawskim. 1 kwietnia 1938 roku gminę wraz z całym powiatem rypińskim przeniesiono do woj. pomorskiego.
24 października 1940 roku okupant zniósł gminę Pręczki, łącząc ją ze zniesioną gminą Starorypin w nową gminę Rypin (Rippin-Land, od 1941 Rippin (Westpr.)-Land) Jedynie gromadę Puszcza Rządowa włączono do nowo utworzonej gminy Sadłowo (Sedlau).
Po wojnie gmina weszła w skład terytorialnie zmienionego woj. pomorskiego, przemianowanego 6 lipca 1950 roku na woj. bydgoskie. 28 lutego 1950 roku z gminy Pręczki wyłączono część gromady Głowińsk (folwark Piekiełko) i włączono ją do Rypina, równocześnie z Rypina wyłączono obszar o nazwie Puszcza Miejska i włączono go do gminy Pręczki. Według stanu z 1 lipca 1952 roku gmina składała się z 13 gromad. Gmina została zniesiona 29 września 1954 roku wraz z reformą wprowadzającą gromady w miejsce gmin.
Jednostki nie przywrócono 1 stycznia 1973 roku po reaktywowaniu gmin, a jej obszar wszedł głównie w skład gmin Rogowo i Rypin.